# Unthank Burn
Der Unthank Burn ist ein Wasserlauf in Dumfries and Galloway, Schottland. Er entsteht aus dem Zusammenfluss von Back Burn und Fore Burn und fließt in westlicher Richtung bis zu seiner Mündung in das Ewes Water westlich des Weilers Unthank.